# Daniel Sedin
Erik Daniel Sedin (* 26. September 1980 in Örnsköldsvik) ist ein ehemaliger schwedischer Eishockeyspieler. Der linke Flügelstürmer bestritt zwischen 2000 und 2018 über 1400 Spiele für die Vancouver Canucks in der National Hockey League. Er wurde im NHL Entry Draft 1999 an zweiter Position und somit direkt vor seinem Zwillingsbruder Henrik ausgewählt, an dessen Seite er seine gesamte aktive Karriere verbrachte. Im Trikot der Canucks erzielte Daniel Sedin über 1000 Punkte und wurde mit der Art Ross Trophy als Topscorer sowie mit dem Ted Lindsay Award als MVP der Liga ausgezeichnet. Zudem hält er in Vancouver unter anderem den Franchise-Rekord für die meisten Tore, während seine Trikotnummer 22 seit Februar 2020 gesperrt ist. Im Jahre 2011 erreichte der Schwede mit den Canucks das Finale um den Stanley Cup, unterlag dort jedoch den Boston Bruins. Seit 2022 ist Daniel Sedin Mitglied der Hockey Hall of Fame.
Auf internationaler Ebene wurde Daniel Sedin mit der schwedischen Nationalmannschaft bei den Winterspielen 2006 in Turin Olympiasieger. Eine weitere Goldmedaille folgte bei der Weltmeisterschaft 2013, bevor er mit den Tre Kronor bei den Olympischen Winterspielen 2014 die Silbermedaille gewann.

## Karriere

### Anfänge in Schweden
Daniel Sedin begann seine Karriere in der Nachwuchsmannschaft von MoDo Hockey in der schwedischen Juniorenliga. 1997 wurde er in das Profi-Team übernommen und spielte fortan in der Elitserien. 1999 gehörte er bereits zu den festen Größen des Teams und erreichte 42 Punkte in 50 Spielen. Zum Lohn erhielt er zusammen mit seinem Zwillingsbruder Henrik den Guldpucken als bester schwedischer Spieler des Jahres.

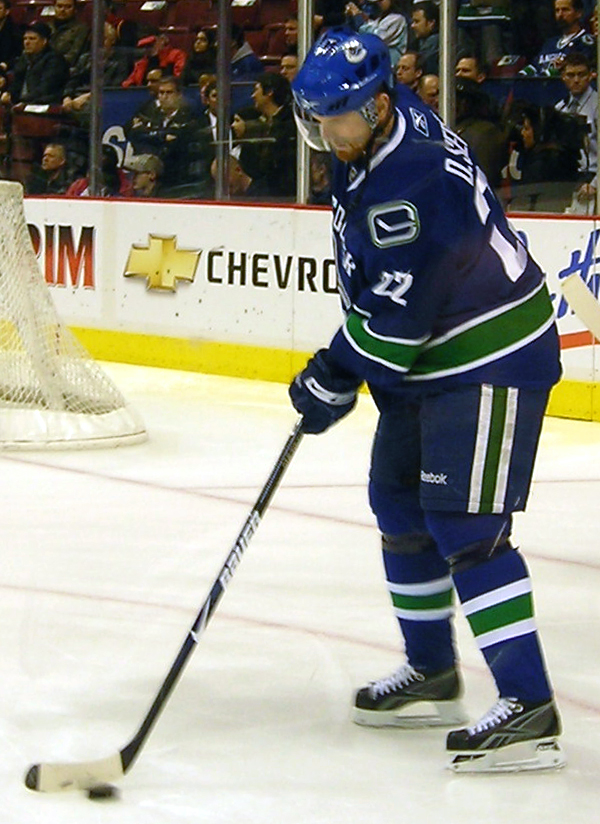
Sedin im Dress der Vancouver Canucks

### Vancouver Canucks (2000–2018)
Im selben Jahr wurde er von den Vancouver Canucks in der ersten Runde des NHL Entry Draft 1999 an zweiter Stelle ausgewählt. Nach einem weiteren Jahr in Schweden ging er zusammen mit seinem Bruder, der ebenfalls von den Canucks gedraftet wurde, nach Vancouver in die NHL. Zu Beginn der Saison 2000/01 debütierte Sedin bei der 3:6-Niederlage gegen die Philadelphia Flyers in der NHL. Bereits im darauf folgenden Spiel gegen die Tampa Bay Lightning erzielte der Schwede seinen ersten Treffer im Trikot der Canucks, wobei Henrik die Torvorlage beisteuerte. Insgesamt absolvierte Sedin 75 Saisonspiele und war mit 20 Toren zusammen mit Shane Willis der torgefährlichste Rookie hinter Brad Richards. Seinen ersten Treffer in den Play-offs markierte Sedin in der ersten Runde gegen die Colorado Avalanche. In seiner zweiten Saison in der NHL konnte der Angreifer nicht an die Leistungen der vorherigen Spielzeit anknüpfen und erzielte lediglich neun Tore bei 32 Scorerpunkte. Zwischen Oktober und November 2001 bestritt Sedin sogar eine Serie von 25 Partien ohne eigenen Treffer. Die folgende Saison verlief wieder erfolgreicher für den Schweden, so traf er in der Hauptrunde insgesamt 14 Mal und markierte in den Play-offs sechs Scorerpunkte in 14 Spielen. Im Sommer 2003 verlängerten beide Sedins ihren Vertrag bei den Canucks um jeweils ein Jahr mit einem kolportieren Jahresgehalt von 1,125 Millionen US-Dollar.
Im Februar 2004 gelang dem Stürmer beim 4:2-Sieg gegen die Detroit Red Wings der erste Hattrick seiner NHL-Karriere. Er beendete die reguläre Saison mit insgesamt 54 Scorerpunkten und erzielte in sieben Play-off-Partien in der Serie gegen die Calgary Flames ein Tor und zwei Vorlagen. Im Anschluss an die Spielzeit verlängerten die Sedins ihren Vertrag zu leicht erhöhten Bezügen erneut um ein Jahr. Die Saison 2004/05 fiel auf Grund des Lockout aus und Daniel Sedin kehrte nach Schweden zurück, wo er die Saison bei MoDo Hockey verbrachte. Mit zum Team gehörte auch sein Bruder sowie Markus Näslund, der ebenfalls bei Vancouver spielte sowie Peter Forsberg. Im Herbst 2005 kehrte er nach Vancouver zurück, da der Lockout beendet und die Saison 2005/06 stattfinden konnte. Die sogenannte „Brothers Line“ um Daniel und Henrik Sedin sowie Anson Carter war die erfolgreichste Reihe der Canucks in diesem Jahr und übertraf damit sogar die Reihe mit den Routiniers Markus Näslund, Todd Bertuzzi und Brendan Morrison. Daniel Sedin selbst schaffte in 82 Spielen 71 Punkte.
In der Saison 2006/07 etablierte sich Sedin als der erfolgreichste Scorer bei den Canucks mit insgesamt 36 Toren und 84 Vorlagen. Im Februar 2007 gelang ihm im Spiel gegen die Edmonton Oilers der zweite Hattrick seiner NHL-Laufbahn. In der ersten Play-off-Partie der Serie gegen die Dallas Stars gab Sedin die Torvorlage für den entscheidenden Overtime-Treffer seines Bruders, welches das längste Play-off-Spiel in der Geschichte der Canucks beendete. Insgesamt konnte der Schwede nicht an die Offensivleistungen der Hauptrunde anknüpfen und erzielte lediglich fünf Scorerpunkte in 12 Spielen. In der Spielzeit 2007/08 markierte der Linksschütze insgesamt 74 Scorerpunkte und war damit hinter seinem Bruder Henrik der zweitbeste Akteur im Team der Canucks. Die darauf folgende Saison beendeten beide Sedins mit 82 Scorerpunkten und führten damit erneut die Offensivstatistik der Mannschaft an. In den Play-offs bestätigte der Flügelstürmer seine Leistungen aus der Hauptrunde und erzielte zehn Scorerpunkte in zehn Partien. Nach der Saison bekamen beide Sedins den Status eines Unrestricted Free Agent und einigten sich nach Verhandlungen mit General Manager Mike Gillis jeweils auf einen Fünfjahresvertrag bei den Canucks mit einem Gehaltsvolumen von 30,5 Millionen US-Dollar.
Zu Beginn der Saison 2009/10 erlitt der Schwede im Spiel gegen die Montreal Canadiens einen Fußbruch infolge eines Pucktreffers durch einen Schlagschuss von Alexander Edler. Er fiel für insgesamt 18 Partien aus und kehrte im November 2009 beim Spiel gegen die Chicago Blackhawks auf das Eis zurück. Im Dezember 2009 gelang Sedin beim 4:2-Erfolg gegen die Atlanta Thrashers der dritte Hattrick seiner NHL-Karriere, ehe er im April 2010 gegen die Calgary Flames erneut drei Treffer erzielte, welche allesamt von seinem Bruder Henrik vorbereitet wurden. Sedin beendete die reguläre Spielzeit trotz seiner zwischenzeitlichen Verletzungspause mit 85 Scorerpunkten. In den Play-offs markierte er zunächst in der ersten Runde gegen die Los Angeles Kings zehn Scorerpunkte und erzielte dabei sogar das spielentscheidende Tor im sechsten Spiel der Serie, wodurch die Canucks sich für die nächste Runde qualifizierten. Dort konnte der Angreifer mit lediglich vier Scorerpunkten in sechs Partien das Ausscheiden der Mannschaft gegen die Chicago Blackhawks nicht verhindern.
Im Vorfeld der Saison 2010/11 machte man Sedin zum Assistenzkapitän seines Bruders Henrik, der zum neuen Kapitän der Mannschaft ernannt wurde. Im Januar 2011 kam dem Schweden im Spiel gegen die Calgary Flames die Ehre zuteil, dass 10.000 Tor in der Geschichte der Canucks zu erzielen. Wenig später nahm der Stürmer am NHL All-Star Game für das Team von Nicklas Lidström teil. Im Rahmen der Skills Competition gewann Sedin gegen Martin Havlát  und Patrick Kane den Wettbewerb der Schussgenauigkeit. Durch ein Tor sowie eine Vorlage beim Spiel gegen die LA Kings im März 2011 wurde er zum fünften Spieler der Canucks, dem mehr als 100 Scorerpunkte innerhalb einer Spielzeit gelangen. Noch vor Saisonende wurde Sedin zum wertvollsten Spieler seiner Mannschaft (MVP) gewählt und erhielt zum dritten Mal den Cyrus H. McLean Award als erfolgreichster Offensivakteur seiner Mannschaft. Er beendete die Saison mit insgesamt 41 Toren und 63 Vorlagen, wodurch er ebenfalls die Art Ross Trophy als bester Scorer innerhalb der NHL gewann. In den Play-offs scheiterten die Canucks erst im Finale an den Boston Bruins, insgesamt markierte Sedin 20 Scorerpunkte in 25 Partien. Im Anschluss an die Saison wurde er außerdem mit dem Ted Lindsay Award als wertvollster Profi der NHL ausgezeichnet.
In der folgenden Saison nahm der Schwede erneut am NHL All-Star Game teil und konnte dabei für das Team von Daniel Alfredsson sowohl einen Treffer als auch eine Torvorlage beisteuern. Im März 2012 erlitt er infolge eines Checks von Gegenspieler Duncan Keith eine Gehirnerschütterung, die ihn für den Rest der regulären Spielzeit zu einer Verletzungspause zwang, während Keith für fünf Partien gesperrt wurde. Sedin beendete die Saison daher mit lediglich 67 Scorerpunkten aus 72 Spielen und kehrte in Spiel 4 der Play-off-Serie gegen die Los Angeles Kings auf das Eis zurück.
Während der Saison 2014/15 absolvierte Sedin sein 1000. Spiel der regulären Saison in der NHL. Im Januar 2016 erzielte er beim 4:2-Sieg gegen die Boston Bruins sein 347. Tor im Trikot der Canucks und überholte damit Markus Näslund (346) als erfolgreichsten Torschützen der Franchise-Geschichte.
Im November 2017 erzielte er seinen 1000. Punkt in der NHL und folgte damit seinem Bruder, dem dies im Januar gleichen Jahres gelungen war. Mit dem Ende der Saison 2017/18 erklärte er – gemeinsam mit seinem Bruder Henrik – seine aktive Karriere für beendet. Insgesamt hatte er in der NHL 1408 Spiele absolviert und dabei 1112 Punkte erzielt. Mit 1041 Scorerpunkten in der regulären Saison ist er der fünftbeste Schwede der NHL-Historie, hinter Mats Sundin, Daniel Alfredsson, Nicklas Lidström und seinem Bruder Henrik. Ebenfalls an der Seite von Henrik wurde im Februar 2020 seine Trikotnummer 22 offiziell gesperrt und wird somit nicht mehr vergeben.
Für sein soziales Engagement wurde Daniel Sedin nach der Saison 2017/18 gemeinsam mit seinem Bruder mit der King Clancy Memorial Trophy ausgezeichnet.
Zur Spielzeit 2021/22 kehrten beide Sedin-Brüder zu den Canucks zurück, wo sie fortan in beratender Funktion (Special Advisers) im Management tätig sind. Gemeinsam mit seinem Bruder wurde er 2022 in die Hockey Hall of Fame aufgenommen.

### International
Im Februar 2006 nahm Daniel Sedin an den Olympischen Winterspielen mit dem schwedischen Eishockeyteam teil und gewann die Goldmedaille. Bei der Weltmeisterschaft 2013 in Stockholm und Helsinki war er erneut Teil der Nationalmannschaft und gewann mit dieser die Goldmedaille. Bei den Olympischen Spielen 2014 gewann er mit der schwedischen Nationalmannschaft die Silbermedaille.
Des Weiteren vertrat er sein Heimatland beim World Cup of Hockey 2016 und erreichte dort mit dem Team den dritten Platz.

## Erfolge und Auszeichnungen
| - 1999 Guldpucken (gemeinsam mit Henrik Sedin) - 2010 NHL Second All-Star Team - 2011 Teilnahme am NHL All-Star Game - 2011 Art Ross Trophy - 2011 Ted Lindsay Award - 2011 NHL First All-Star-Team | - 2011 Viking Award - 2011 Victoriapriset (gemeinsam mit Henrik Sedin) - 2012 Teilnahme am NHL All-Star Game - 2016 Teilnahme am NHL All-Star Game - 2018 King Clancy Memorial Trophy - 2020 Sperrung der Trikotnummer 22 durch die Vancouver Canucks |

### International
| - 1997 Silbermedaille bei der U18-Junioren-Europameisterschaft - 1998 Goldmedaille bei der U18-Junioren-Europameisterschaft - 1998 Topscorer der U18-Junioren-Europameisterschaft - 1998 Bester Stürmer der U18-Junioren-Europameisterschaft - 1998 All-Star-Team der U18-Junioren-Europameisterschaft - 1999 Bronzemedaille bei der Weltmeisterschaft | - 2001 Bronzemedaille bei der Weltmeisterschaft - 2006 Goldmedaille bei den Olympischen Winterspielen - 2013 Goldmedaille bei der Weltmeisterschaft - 2014 Silbermedaille bei den Olympischen Winterspielen - 2022 Aufnahme in die Hockey Hall of Fame |

## Karrierestatistik

### International
Vertrat Schweden bei:
| - U18-Junioren-Europameisterschaft 1997 - U18-Junioren-Europameisterschaft 1998 - U20-Junioren-Weltmeisterschaft 1998 - U20-Junioren-Weltmeisterschaft 1999 - Weltmeisterschaft 1999 - U20-Junioren-Weltmeisterschaft 2000 - Weltmeisterschaft 2000 | - Weltmeisterschaft 2001 - Weltmeisterschaft 2005 - Olympischen Winterspielen 2006 - Olympischen Winterspielen 2010 - Weltmeisterschaft 2013 - Olympischen Winterspielen 2014 - World Cup of Hockey 2016 |

(Legende zur Spielerstatistik: Sp oder GP = absolvierte Spiele; T oder G = erzielte Tore; V oder A = erzielte Assists; Pkt oder Pts = erzielte Scorerpunkte; SM oder PIM = erhaltene Strafminuten; +/− = Plus/Minus-Bilanz; PP = erzielte Überzahltore; SH = erzielte Unterzahltore; GW = erzielte Siegtore; 1 Play-downs/Relegation; Kursiv: Statistik nicht vollständig)

## Persönliches
Am 1. Juni 2017 erhielt Daniel Sedin ebenso wie sein Bruder den Ehrendoktortitel der Kwantlen Polytechnic University in Würdigung ihres gesellschaftlichen Engagements.